# EASY GO
『EASY GO』（イージー・ゴー）は、加藤和樹の6枚目のシングルである。

## 概要
通常盤と初回限定盤と家庭教師REBORN!盤の3種類がある。REBORN!盤にはジャケット・イラストがデザインされたステッカーが封入されている。

## 収録曲
※は通常盤・家庭教師REBORN!盤のみ収録
1. EASY GO 作詞：BCON 作曲：大島賢治 編曲：大島賢治
『家庭教師ヒットマンREBORN!』の6thオープニングテーマ
2. Dead or Alive 作詞：加藤和樹 作曲：日田一聡
3. HOME※ 作詞/作曲：田中昭仁
4. EASY GO(Instrumental)
5. Dead or Alive (Instrumental)
6. HOME(Instrumental)※